# Ceradenia tryoniorum
Ceradenia tryoniorum är en stensöteväxtart som beskrevs av B.León och Alan Reid Smith. Ceradenia tryoniorum ingår i släktet Ceradenia och familjen Polypodiaceae. Inga underarter finns listade.